# Microsoft Imagine
Microsoft Imagine, anteriormente conhecido como DreamSpark, é um programa da Microsoft criado para fornecer a estudantes softwares para design e desenvolvimento, sem custos. O programa foi originalmente disponibilizado para os alunos de escolas e universidades na Bielorrússia, Bélgica, Canadá, China, Finlândia, França, Alemanha, Índia, Itália, Marrocos, Países Baixos, Espanha, Suécia, Suíça, Tunísia, Reino Unido e os EUA, mas agora foi expandido para mais de 80 países. Para se inscrever, os estudantes devem visitar a página do programa e verificar a sua identidade. Se uma instituição não está listada na lista disponível, o usuário pode verificar manualmente a sua qualificação de estudante, fazendo o upload de um documento comprobatório do vínculo estudantil.
O programa foi anunciado por Bill Gates como DreamSpark em 20 de fevereiro de 2008, durante um discurso na Universidade de Stanford. Estima-se que 35 milhões de alunos serão capazes de obter softwares sem qualquer custo através do programa. O serviço foi renomeado para Microsoft Imagine em 7 de setembro de 2016, para acompanhar a competição estudantil anual, chamada Imagine Cup, realizada pela Microsoft.

## Verificação
A verificação da qualificação de estudante é obrigatória para baixar os programas e obter chaves de produto. No site do Microsoft Imagine, os alunos podem verificar a sua identidade usando as carteirinhas ISIC, códigos de acesso fornecidos pelos administradores do programa nas escolas. ou através de e-mails .edu. Os estudantes permanecem verificados no programa por cerca de 1 ano. Se os alunos não puderem encontrar suas respectivas escolas, eles podem, manualmente, enviar um formulário com a comprovação da sua condição de estudante.

## Produtos oferecidos
Vários programas da Microsoft estão disponíveis para download através do programa. Eles incluem:

### Produtos comerciais disponível gratuitamente por meio do Imagine
- Microsoft Azure para Estudantes
- Visual Studio Community 2015
- Microsoft SQL Server 2012
- Microsoft SQL Server 2014
- Microsoft SQL Server 2016
- Windows Server 2008 R2 Standard Edition 64-bit
- Windows Server 2012 Datacenter and Standard Editions 64-bit
- Windows Server 2012 R2 Datacenter and Standard Editions 64-bit
- Windows Server 2016
- Windows Embedded 8.1 Industry Pro

Somente através da modalidade Premium do Imagine:
- MS-DOS 6.22
- Windows Vista Business
- Windows 7 Professional
- Windows 8 Pro
- Windows 8.1 Pro
- Windows 10 Education
- Visual Studio 2005, 2008, 2010, 2012, 2013, 2015 All Editions
- Programas individuais do Office 2007: OneNote, Access, Groove, Visio, Project
- Programas individuais do Office 2010: OneNote, Access, SharePoint Workspace, Visio, Project
- Programas individuais do Office 2013: OneNote (agora, sem cobrança), Access, Lync, Visio, Project
- Programas individuais do Office 2016: OneNote (agora, sem cobrança), Access, Skype for Business, Visio, Project
- Vários softwares para servidor do Office, como o Exchange server.

As três aplicações básicas do Microsoft Office, como o Word, Excel e PowerPoint não estão disponíveis através do Imagine: Office Home & Student 2013 ou o Office 365 University são oferecidos com desconto para compra, pelos estudantes. Ao contrário dos programas listados acima, não há nenhuma maneira de acessar programas similares mais antigos e versões compatíveis (2010, 2007) do Office para Word, Excel ou PowerPoint através do Imagine.

### Ofertas
- Uma licença acadêmica de avaliação, de 12 meses, no XNA Creators Club
- Dispensa da taxa de $99 no Windows Marketplace for Mobile e 100 envio grátis de aplicativos;
- Assinatura gratuita de 90 dias para cursos no Pluralsight;
- Isenção de taxas para o envio de aplicativos para a Windows Store

## Produtos oferecidos anteriormente
- Expression Studio 1 (incluindo Web, Blend, Design, Encoder and Media)
- Expression Studio 2 (incluindo Web, Blend, Design, Encoder and Media)
- Expression Studio 3 (incluindo Web, Blend, Design and Encoder)
- Expression Studio 4 Ultimate (se tornou um produto gratuito em 2013, descontinuado)
- Microsoft SQL Server 2005 Developer Edition (apenas x86)
- Microsoft SQL Server 2008 Developer Edition (x86 e x64)
- Microsoft SQL Server 2008
- SQL Server Express 2008, 2012
- Visual Studio 2005 Express
- Visual Studio 2005 Professional Edition
- XNA Game Studio 3.1
- Windows Server 2003 R2 Standard Edition (apenas x86)
- Windows NT 4.0 Workstation
- Windows 2000 Professional
- Windows XP Professional
- Windows Server 2008 Standard Edition 32-bit
- Windows Embedded CE 6.0
- Windows Embedded Standard 7
- Windows Embedded 8 Industry Pro
- Visual Studio 2008, 2010, 2012, 2013 Professional Editions
- Visual Studio Express 2008, 2010, 2012, and 2013
- Visual Studio LightSwitch 2011
- Microsoft Robotics Developer Studio 2008 R3 and Microsoft CCR and DSS Toolkit 2008
- XNA Game Studio 4.0
- Virtual PC 2007
- Windows Phone Developer Tools
- Windows MultiPoint Mouse SDK
- Microsoft Small Basic
- Kodu Game Lab
- Microsoft Mathematics